# 張胡芳娥

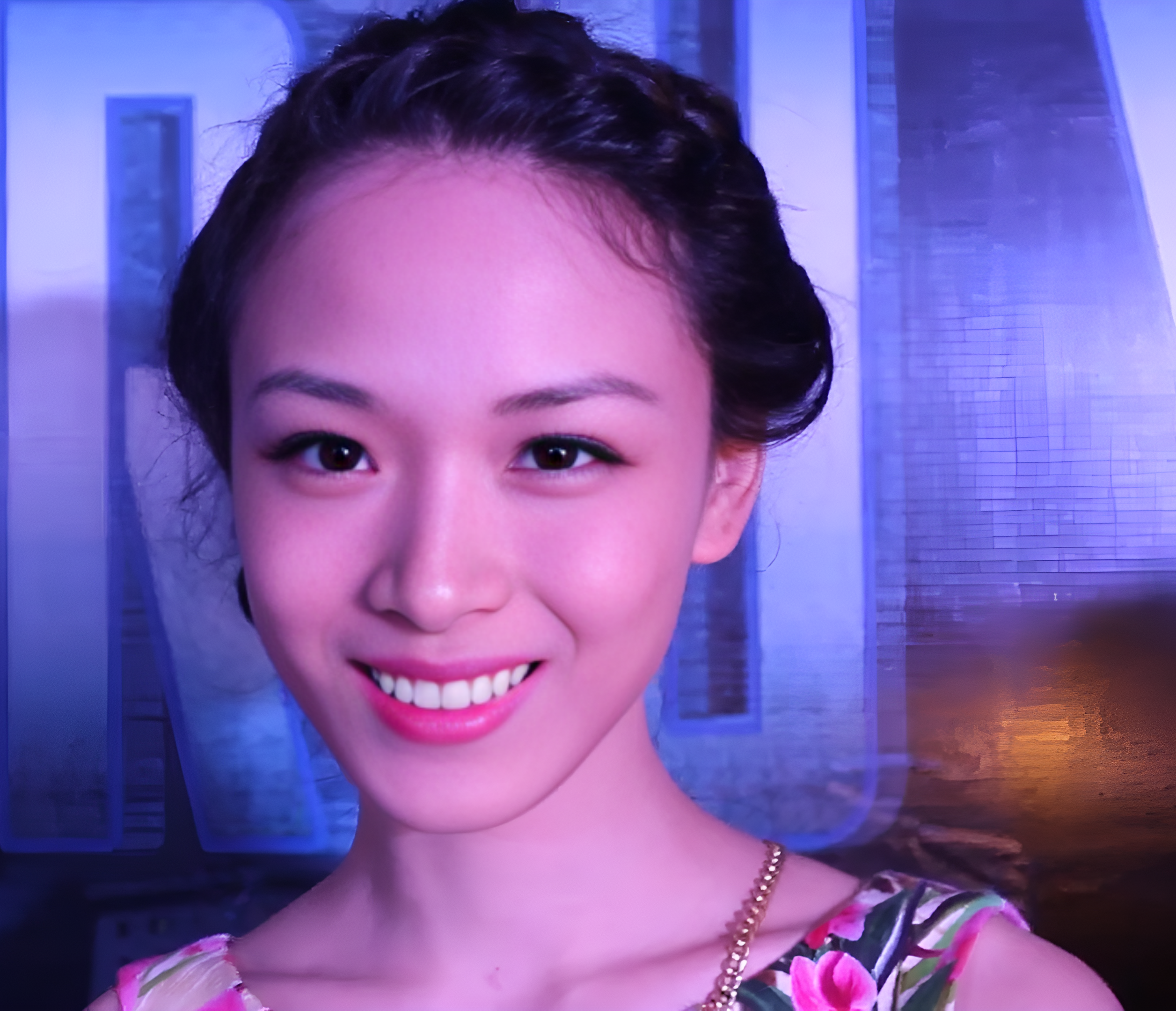

張胡芳娥（1987年—），出生在河内。11岁时跟随母亲到俄罗斯生活。2007年7月24日晚，在莫斯科获得俄罗斯越裔小姐选美比赛冠军。回越南后，在胡志明市工作生活。以MC和电影演员身份活跃于娱乐圈，因长相酷似中国女明星章子怡，因此被称为“越南章子怡”。